# Fiodor Markow (1910–1978)
Fiodor Wasiljewicz Markow (ros. Фёдор Васильевич Марков, ur. 15 sierpnia 1910 we wsi Biechowo w guberni smoleńskiej, zm. w sierpniu 1978 w Moskwie) – radziecki polityk, I sekretarz Komitetu Obwodowego KPZR w Królewcu w latach 1959–1961.
Od 1929 inspektor edukacji ludowej, od 1931 w WKP(b), 1935 zaocznie ukończył Smoleński Państwowy Instytut Pedagogiczny, odbył służbę w Armii Czerwonej, był kierownikiem szkoły młodzieży kołchozowej, kierownikiem rejonowego oddziału edukacji i dyrektorem szkoły w obwodzie smoleńskim. 1939-1943 I sekretarz Komitetu Miejskiego WKP(b) w Jelcu, 1943-1944 II sekretarz Komitetu Miejskiego WKP(b) w Orle, 1944-1947 sekretarz Komitetu Obwodowego WKP(b) w Orle. Od 1947 instruktor Zarządu Kadr i Wydziału Organów Partyjnych KC WKP(b), potem inspektor KC WKP(b), 1951-1959 sekretarz Komitetu Obwodowego WKP(b)/KPZR w Królewcu. Od 22 maja 1959 do 10 czerwca 1961 I sekretarz Komitetu Obwodowego KPZR w Królewcu, potem przez pół roku przebywał na leczeniu. Od grudnia 1961 kierownik grupy kontrolerów Komitetu Kontroli Państwowej Rady Ministrów Rosyjskiej FSRR w Kalininie, od stycznia 1963 do grudnia 1965 przewodniczący Kalinińskiego Komitetu Obwodowego Kontroli Partyjno-Państwowej i sekretarz Komitetu Obwodowego KPZR w Kalininie, od grudnia 1965 do marca 1967 przewodniczący Obwodowego Komitetu Kontroli Ludowej w Kalininie, 1972-1973 ekonomista Ministerstwa Gospodarki Rybnej ZSRR. Odznaczony Orderem Wojny Ojczyźnianej I klasy i trzema Orderami Czerwonego Sztandaru Pracy.